# ایران در المپیک تابستانی ۱۹۹۶
ایران در بازی‌های المپیک تابستانی ۱۹۹۶ که در آتلانتا ایالات متحده آمریکا برگزار شد با ۱۸ ورزشکار در ۶ رشته ورزشی شرکت نمود و موفق به کسب ۳ مدال و رتبه چهل‌وسوم در جدول مدال‌ها شد.

## رشته‌ها و تعداد شرکت‌کنندگان
| ورزش      | مردان | زنان | مجموع |
| --------- | ----- | ---- | ----- |
| شنا       | ۱     |      | ۱     |
| دوومیدانی | ۱     |      | ۱     |
| مشت‌زنی    | ۴     |      | ۴     |
| جودو      | ۱     |      | ۱     |
| تیراندازی |       | ۱    | ۱     |
| کشتی      | ۱۰    |      | ۱۰    |
| مجموع     | ۱۷    | ۱    | ۱۸    |

## مدال‌ها

### جدول مدال‌ها
| رشته  | طلا | نقره | برنز | مجموع |
| ----- | --- | ---- | ---- | ----- |
| کشتی  | ۱   | ۱    | ۱    | ۳     |
| مجموع | ۱   | ۱    | ۱    | ۳     |

### مدال‌آوران
| مدال | نام          | رشته | مسابقه                 |
| ---- | ------------ | ---- | ---------------------- |
| طلا  | رسول خادم    | کشتی | ۹۰ کیلوگرم آزاد مردان  |
| نقره | عباس جدیدی   | کشتی | ۱۰۰ کیلوگرم آزاد مردان |
| برنز | امیررضا خادم | کشتی | ۸۲ کیلوگرم آزاد مردان  |